# John Angel James Creswell
John Angel James Creswell (ur. 18 listopada 1828, zm. 23 grudnia 1891) – amerykański polityk.
W latach 1863–1865 był przedstawicielem pierwszego okręgu wyborczego w stanie Maryland w Izbie Reprezentantów Stanów Zjednoczonych. Później, w latach 1865–1867 był senatorem Stanów Zjednoczonych z Maryland.
W latach 1869–1874 pełnił funkcję poczmistrza generalnego Stanów Zjednoczonych w gabinecie prezydenta Ulyssesa Granta.